# Franz Baumgart
Franz Baumgart (* 10. Mai 1895 in Helmstedt; † 4. Juni 1955 ebenda) war ein deutscher (SPD)-Politiker.
Der Angestellte Baumgart war als Gewerkschaftssekretär tätig. Weiterhin war er Gründungsmitglied und erster Vorsitzender des  KreisSportBundes Helmstedt e.V. Er wurde Mitglied des Ernannten Braunschweigischen Landtages vom 21. Februar 1946 bis 21. November 1946. 

## Quelle
- Barbara Simon: Abgeordnete in Niedersachsen 1946–1994. Biographisches Handbuch. Hrsg. vom Präsidenten des Niedersächsischen Landtages. Niedersächsischer Landtag, Hannover 1996, S. 33.